# Bradysia santorina
Bradysia santorina är en tvåvingeart som beskrevs av Werner Mohrig och Menzel 1992. Bradysia santorina ingår i släktet Bradysia och familjen sorgmyggor.
Artens utbredningsområde är Grekland. Inga underarter finns listade i Catalogue of Life.